# Zeolithe (Stoffgruppe)
Zeolithe sind kristalline Alumosilikate, die in zahlreichen Modifikationen in der Natur vorkommen, aber auch synthetisch hergestellt werden können. Mehr als 150 verschiedene Zeolithtypen sind synthetisiert worden, 60 natürlich vorkommende Zeolithe sind bekannt.:285 Die natürlichen Zeolithe werden mineralogisch unter dem Begriff Zeolithgruppe zusammengefasst.

## Chemische Zusammensetzung
Die Zusammensetzung der Stoffgruppe Zeolithe ist::285
{\displaystyle \mathrm {M} _{x/n}^{n+}[\mathrm {(AlO_{2})} _{x}^{-}\mathrm {(SiO_{2})} _{y}]\cdot z\ \mathrm {H_{2}O} }.
- Der Faktor n ist die Ladung des Kations Mn+ und beträgt meistens +1 oder +2.
- M ist typischerweise ein Kation eines Alkali- (n = 1) oder Erdalkalimetalls (n = 2). Diese Kationen werden zum elektrischen Ladungsausgleich der negativ geladenen Aluminium-Tetraeder benötigt und nicht in das Haupt-Gitter des Kristalls eingebaut, sondern halten sich in Hohlräumen des Gitters auf – und sind daher auch leicht innerhalb des Gitters beweglich und auch im Nachhinein austauschbar.
- Der Faktor z gibt an, wie viele Wassermoleküle vom Kristall aufgenommen wurden. Zeolithe können Wasser und andere niedermolekulare Stoffe aufnehmen und beim Erhitzen wieder abgeben, ohne dass ihre Kristallstruktur dabei zerstört wird.
- Das molare Verhältnis von SiO2 zu AlO2 bzw. y/x in der Summenformel wird als Modul bezeichnet. Es kann gemäß der Löwenstein-Regel nicht kleiner als 1 werden.

Beispiele für synthetische Zeolithe:
| Zeolith   | Zusammensetzung der Elementarzelle |
| --------- | ---------------------------------- |
|           |                                    |
| Zeolith A | Na12[(AlO2)12(SiO2)12] · 27 H2O    |
| Zeolith X | Na86[(AlO2)86(SiO2)106] · 264 H2O  |
| Zeolith Y | Na56[(AlO2)56(SiO2)136] · 250 H2O  |
| Zeolith L | K9[(AlO2)9(SiO2)27] · 22 H2O       |
| ZSM 5     | Na0,3H3,8[(AlO2)4,1(SiO2)91,9]     |
| ZSM 11    | Na0,1H1,7[(AlO2)1,8(SiO2)94,2]     |

## Struktur

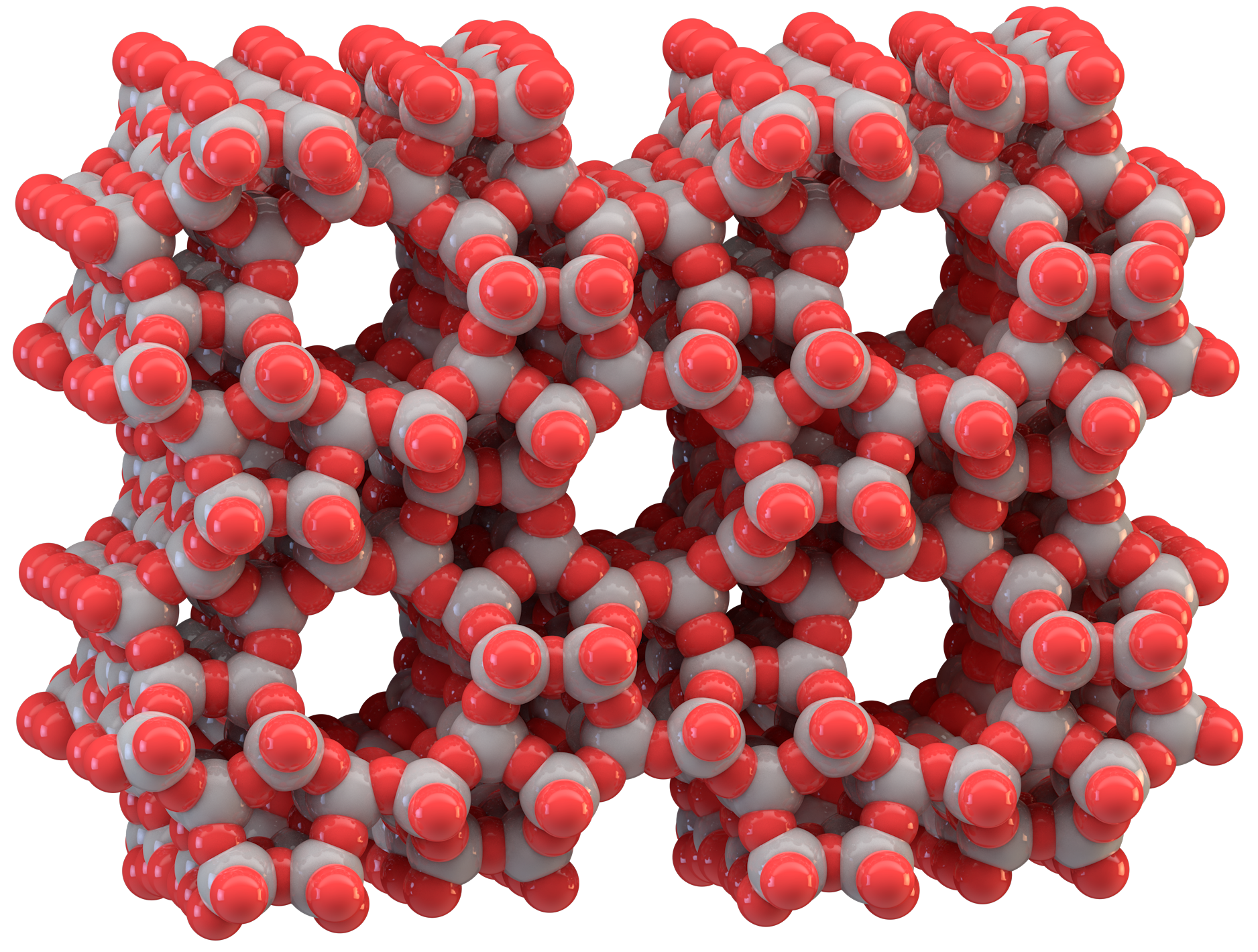
Struktur eines ZSM-5

Zeolithe bestehen aus einer mikroporösen Gerüststruktur aus AlO4−− und SiO4−Tetraedern. Dabei sind die Aluminium- und Silicium-Atome untereinander durch Sauerstoffatome verbunden. Je nach Strukturtyp ergibt sich dadurch eine Struktur aus gleichförmigen Poren und/oder Kanälen, in denen Stoffe adsorbiert werden können. In der Natur ist dort in der Regel Wasser adsorbiert, das durch Erhitzen aus den Poren entfernt werden kann, ohne dass sich die Zeolithstruktur ändert. Zeolithe können damit gleichsam als Siebe verwendet werden, da nur Moleküle in den Poren adsorbieren, welche einen kleineren kinetischen Durchmesser besitzen als die Porenöffnungen der Zeolithstruktur. Zeolithe fallen daher auch in die Gruppe der Molekularsiebe. Durch ihre Eigenschaft, Gastmoleküle in den Hohlräumen zu adsorbieren, eignen sich Zeolithe für einen weiteren, großen Bereich von Anwendungen. Da bevorzugt polare Moleküle wie Wasser adsorbiert werden dehydratisierte (entwässerte) Zeolithe als Trockenmittel eingesetzt.
Zeolithe weisen eine regelmäßige Anordnung von Hohlräumen und Kanälen auf. Je nach Porengröße spricht man von Mikro- oder Mesoporen. Solche Materialien besitzen eine außerordentlich große innere Oberfläche, von zum Teil weit über 1.000 Quadratmetern pro Gramm. Dadurch eignen sie sich für vielfältige technische Anwendungen, etwa als Katalysatoren für zahlreiche chemische Industrie-Prozesse, als Materialien zur Trennung von chemischen Substanzen oder auch als Wasserenthärter in Waschmitteln.
Durch dreiwertige Aluminiumatome, denen formal je zwei zweiwertige Sauerstoffteilchen zugeordnet werden können, haben Zeolithe eine anionische Gerüstladung. An der inneren und äußeren Oberfläche befinden sich daher bei aluminiumhaltigen Zeolithen Kationen. In wasserhaltigem Zeolith liegen diese Kationen häufig in gelöster Form in den Kanalsystemen der Zeolithe vor, sind also relativ leicht zugänglich und damit austauschbar. Übliche Kationen sind Na+, K+, Ca2+ und Mg2+.
Synthetische Zeolithe werden aus stark alkalischen, wässrigen Lösungen von Silicium- und Aluminiumverbindungen dargestellt. Als reaktionsfähige Ausgangsstoffe kommen dabei zum Beispiel Natriumwasserglas, Kieselgel oder Kieselsäure als Siliciumquelle und Aluminiumhydroxid oder andere Aluminiumsalze als Aluminiumquelle zum Einsatz. Welcher Zeolith dabei aus der Reaktionsmischung entsteht, hängt von verschiedenen Faktoren ab wie etwa der Zusammensetzung der Reaktionsmischung, der Rührgeschwindigkeit und der Kristallisationstemperatur. Für die Frage, welche Zeolithe konkret entstehen, spielen zudem Templateffekte organischer Kationen eine wichtige Rolle.

## Herstellung und Modifizierung
Zur Synthese von Zeolithen verwendet man alkalische Lösungen von reaktionsfähigen Silicium- und Aluminiumverbindungen, wobei die Bildung eines reaktionsfähigen Gels Voraussetzung ist. Die amorphen Reaktionsmischungen werden zwischen 60 und 200 °C in die kristallinen Produkte umgewandelt. Bei Temperaturen über 100 °C muss unter erhöhtem Druck gearbeitet werden. Bestimmte Zeolithe, wie ZSM 5 und ZSM 11 können in Gegenwart organischer Kationen, z. B. Tetrapropylammonium (C3H7)4N+, hergestellt werden.
Zeolithe können durch Austausch der Ionen oder chemische Behandlung modifiziert werden. Ziel dieser Modifizierung ist bei katalytisch verwendeten Zeolithen einerseits eine Erhöhung der katalytischen Wirkung und andererseits eine Erhöhung der thermischen oder chemischen Beständigkeit. Die häufigste Modifizierung ist das Einbringen von Metallpartikeln, um bifunktionelle, katalytisch hoch aktive Zentren zu erhalten.
Eine weitere wichtige Behandlung ist das Versetzen von Zeolithen mit Säuren. Säurestabile Zeolithe können direkt säurebehandelt werden. Dies führt zu einer Ausbildung von sauren Zentren. Um diese auch in säureempfindlichen Zeolithen zu erzeugen, werden sie häufig deammonisiert: Dazu wird zunächst ein Alkali-Kation gegen ein Ammoniumion ausgetauscht, das anschließend beim Erhitzen auf etwa 500 °C zersetzt wird. Gleichzeitig wird die Probe dealuminiert, was die Struktur stabilisiert.
Wenn man einige Silizium-Atome durch Zink- oder Kobalt-Atome ersetzt, und einige Sauerstoff-Brücken durch Imidazolat-Brücken, dann entstehen Zeolitic Imidazolate Frameworks (ZIFs). Einige dieser ZIFs können selektiv große Mengen von Kohlenstoffdioxid speichern (1 l ZIF-69 speichert 82,6 l Kohlenstoffdioxid bei 0 °C und 1 bar), was für die Kohlenstoffdioxid-Sequestrierung von Bedeutung ist.

## Etymologie und Geschichte

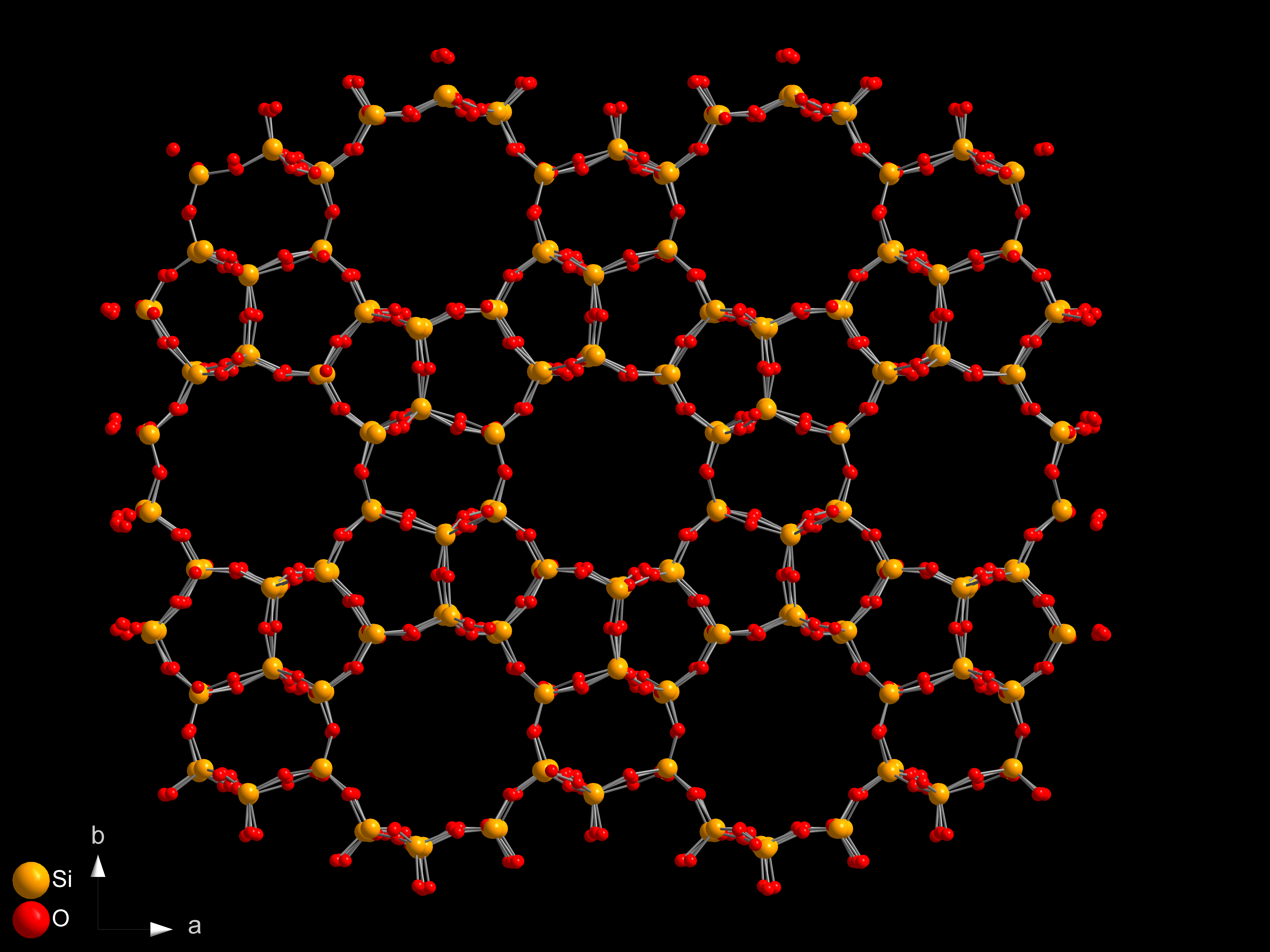
Der Zeolith ZSM-5.

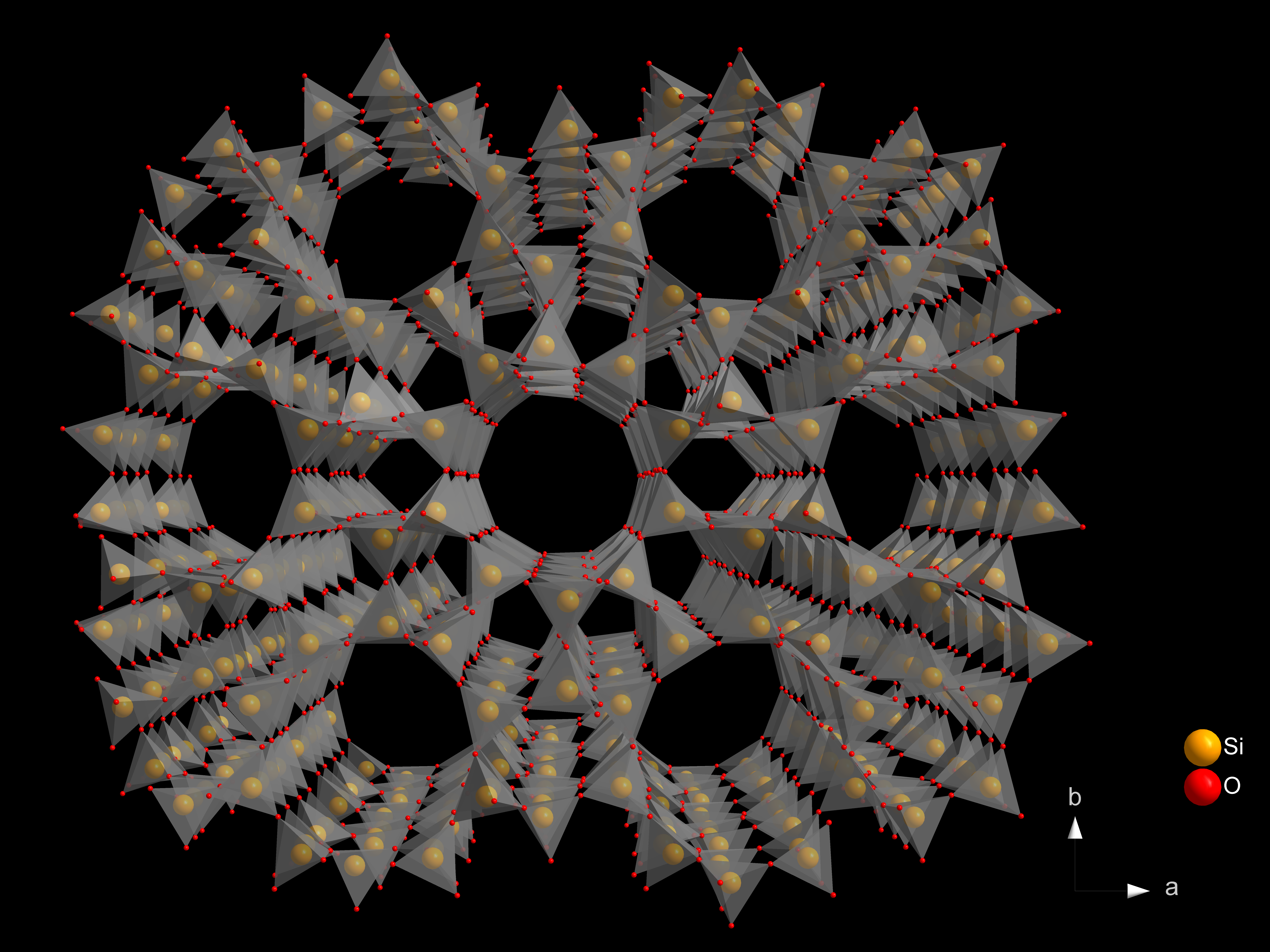
Die Struktur des Zeolithen ZSM-5 durch die Darstellung der Koordinationstetraeder.

Der Name leitet sich aus dem altgriechisch ζέω zéō für „sieden“ und altgriechisch λίθος lithos für „Stein“ her, bedeutet also „siedender Stein“. Er bezieht sich auf das lebhafte Aufbrausen (Sieden) des Minerals beim Erhitzen, da gebundenes Wasser freigesetzt wird. Der Begriff „Zeolith“ wurde 1756 vom schwedischen Mineralogen Baron Axel Fredrick von Cronstedt geprägt.
Seit Mitte der 1950er Jahre werden Zeolithe industriell angewandt, zunächst als Adsorbenzien und Ionenaustauscher. Im Jahr 1959 verwendete Union Carbide erstmals Y-Zeolithe als Katalysatorbestandteil.
Zu Beginn der 1970er Jahre kam es zur Entwicklung von Zeolithen mit bis dahin völlig unbekannten Eigenschaften. 1972 gelang es Mitarbeitern eines Labors von Mobil Oil (ehemals Socony = Standard Oil Company of New York) − heute ein Teil von ExxonMobil −, die Grundlage für eine ganze Reihe neuer, als Pentasile bezeichneter Zeolithe zu schaffen. Wichtigster Vertreter der Pentasile ist der „ZSM-5“ (ZSM steht für Englisch zeolithe socony mobil).
Seit den 1980er Jahren setzte erstmals der Chemiekonzern Henkel Zeolithe als Phosphat-Ersatz zum Waschen ein (siehe auch Zeolith A). Zwar konnte so die Gewässer-Eutrophierung gesenkt werden, aber es zeigte sich bald, dass Zeolithe zu Schäden bei der Klärwasserreinigung führen. Daher versucht man nun, diese vermehrt durch Silikate auszutauschen.

## Verwendung
Zeolithe haben vielfältige Anwendungsmöglichkeiten unter anderem als Ionenaustauscher etwa zur Wasserenthärtung,:285 f. Stickstoffabsorber zur Sauerstoffgewinnung per Druckwechsel-Adsorption, EDTA-Ersatzstoff, Molekularsieb, Trockenmittel in Geschirrspülern oder im selbstkühlenden Bierfass. Des Weiteren werden sie zur großtechnischen Herstellung von Waschmitteln benötigt. Zeolithe gehören zu den wichtigsten Katalysatoren der chemischen Industrie und werden in Wärmespeicherheizungen verbaut.
Bei den Anwendungen werden zwei Eigenschaften der Zeolithe genutzt:
- Der Ionenaustausch, das heißt die Fähigkeit der Zeolithe, ihre freien Kationen gegen andere auszutauschen. Mengenmäßig größte Anwendung ist dabei die Wasserenthärtung in Waschmitteln. Einige Zeolithe zeigen eine starke Affinität zu bestimmten Ionen (zum Beispiel zu Caesium und Strontium), das Zeolith HEU wurde so unter anderem von der BNFL (British Nuclear Fuels) benutzt, um radioaktives Caesium aus radioaktivem Abwasser zu entfernen und durch Natrium-Kationen auszutauschen.[1]:285 f. Während der Nuklearkatastrophe von Fukushima wurde versucht, mittels Zeolithen radioaktive Isotope von Caesium und Strontium aus dem ins Meer austretenden kontaminierten Abwasser zu binden.[4]

- Die Adsorptionskapazität, das heißt das Einlagern neutraler Verbindungen in die Mikroporen der Kristallstruktur. Bei der Adsorption kann der Adsorptionsvorgang als solcher ausgenutzt werden, etwa beim exothermischen Trocknen von Gasen, der wichtigsten Anwendung, wie zum Beispiel während des Trocknungsprozesses in Geschirrspülmaschinen;[5] ferner bei der Trennung von organischen Molekülen nach Größe. Alternativ wird die hohe Adsorptionswärme, die insbesondere bei der Adsorption von Wasser anfällt, verwendet. Die starke Triebkraft der Adsorption wird bei der Verwendung von Zeolithen als Energiespeicher ausgenutzt,[6] wie etwa beim selbstkühlenden Bierfass. Auch in Kälteanlagen- und Wärmepumpen werden sogenannte Filtertrockner mit Molekularsieb (synthetischer Zeolith) verwendet, um allfällige Restfeuchtigkeit aus dem Kältekreis herauszufiltern und das System so vor schädlicher Korrosion und Säurebildung zu schützen.

Auch die Katalyse findet, wie die Adsorption, in den Poren des Zeolithen statt. Dabei wirkt entweder der Zeolith selbst als saurer Katalysator, oder eingebrachte Metallpartikel sind die eigentlichen aktiven Zentren. Ein Beispiel in der Industrie ist der Einsatz als heterogener Katalysator für das katalytische Cracken von Kohlenwasserstoffen, da Zeolithe oft stark saure Zentren besitzen. Ebenso werden sie oft als bifunktionelle Katalysatoren mit einer weiteren Metallkomponente zusammen für verschiedene Reaktionen verwendet.
Seit kurzem können auch nanoskalige Zeolithe, das heißt Zeolithmaterialien mit Teilchendurchmessern unter 100 Nanometer synthetisiert werden, die sich von den herkömmlichen Zeolithen durch deutlich verbesserte Transporteigenschaften auszeichnen. Diese verbesserten Eigenschaften haben eine herausragende Bedeutung in der Katalyse und in Adsorptionsprozessen, in denen Zeolithe eingesetzt werden.
Aufgrund ihrer großen inneren Oberfläche können Zeolithe neben Aktivkohle als Sorptionsmittel in Sorptionspumpen eingesetzt werden.
2000 kam ein Nahrungsergänzungsmittel auf der Basis von gemahlenem Zeolith auf den deutschen Markt (Handelsname: Megamin). Obwohl keine Zulassung als Arzneimittel besteht oder beantragt wurde, wird eine angebliche Wirkung gegen alle möglichen Erkrankungen wie Krebs, Schizophrenie oder Infektionen beworben. Mittlerweile gibt es mehrere Anbieter, die Zeolithpulver als Nahrungsergänzungsmittel anbieten. Behauptet wird unter anderem eine „entschlackende“  oder entgiftende Wirkung. 
Seit einiger Zeit finden Zeolithe auch Verwendung bei der Herstellung von Niedrigtemperatur-Asphalt.
Zum Stoppen von Blutungen werden Zeolithe seit einiger Zeit in entsprechenden Wundkompressen oder Schwämmen verwendet, um bei der Blutgerinnung zu unterstützen.
Eine Nutzung als mobiler Wärmespeicher wird derzeit in einer Versuchsanlage in Hamm erforscht.